# Sơ đồ Feynman
Trong vật lý lý thuyết, sơ đồ Feynman (hay biểu đồ Feynman, lược đồ Feynman, giản đồ Feynman) là phương pháp biểu diễn bằng hình ảnh các công thức toán học miêu tả hành xử của các hạt hạ nguyên tử. Phương pháp này mang tên nhà vật lý người Mỹ đã phát minh ra nó là Richard Feynman, khi ông giới thiệu nó lần đầu tiên vào năm 1948. Tương tác giữa các hạt hạ nguyên tử có thể là phức tạp để hiểu bằng trực giác, và biểu đồ Feynman cho phép minh họa một cách đơn giản so với cách miêu tả tương tác thông qua những công thức toán học trừu tượng. Như David Kaiser viết,"từ giữa thế kỷ 20, các nhà vật lý lý thuyết dần dần chuyển sang dùng công cụ này để có thể thực hiện được những tính toán khó khăn", và những"biểu đồ Feynman đã làm cách mạng hóa hầu hết mọi khía cạnh của vật lý lý thuyết". Phạm vi áp dụng chủ yếu của sơ đồ là trong lý thuyết trường lượng tử, ngoài ra nó cũng được ứng dụng trong những ngành khác, như vật lý trạng thái rắn.
Feynman đề xuất cách biểu diễn positron như là một electron chuyển động ngược theo dòng thời gian. Do đó, các phản hạt được thể hiện là những đường có hướng di chuyển ngược với trục thời gian trong các sơ đồ Feynman.
Việc tính toán biên độ xác suất trong vật lý lý thuyết đòi hỏi sử dụng nhiều tích phân phức tạp trên miền nhiều biến. Tuy vậy, những tích phân này có cấu trúc đồng đều, và có thể minh họa bằng đồ thị như sơ đồ Feynman chẳng hạn. Mỗi sơ đồ Feynman thể hiện một con đường khả dĩ cho các hạt, khi chúng bị hấp thụ hoặc phát ra như miêu tả trong sơ đồ. Chính xác hơn, và về mặt kỹ thuật, biểu đồ  Feynman là một biểu đồ thể hiện những đóng góp nhiễu loạn vào biên độ chuyển tiếp hay hàm tương quan của một lý thuyết trường thống kê hay cơ học lượng tử. Với hình thức luận chính tắc của lý thuyết trường lượng tử, biểu đồ Feynman thể hiện một số hạng trong khai triển nhiễu loạn Wick đối với ma trận S. Theo cách khác, hình thức luận tích phân đường của lý thuyết trường lượng tử biểu diễn biên độ chuyển tiếp như là tổng mọi lịch sử khả dĩ của hệ từ trạng thái ban đầu đến trạng thái cuối cùng, đối với cả hạt và trường. Biên độ chuyển tiếp chính là các phần tử trong S-ma trận giữa trạng thái ban đầu và trạng thái cuối cùng của hệ lượng tử.

## Miêu tả

Những đặc điểm chính của quá trình tán xạ A + B → C + D:
• các đường bên trong (đỏ) đại diện cho các hạt trung gian và quá trình, mà có hệ số lan truyền ("prop"), các đường bên ngoài (cam) đại diện cho các hạt đến và ra tại các đỉnh (đen),
• tại mỗi đỉnh định luật bảo toàn 4-động lượng được thỏa mãn nhờ sử dụng hàm delta, giá trị 4-động lượng đi vào mỗi đỉnh là dương trong khi đi ra khỏi là âm, các hệ số tại mỗi đỉnh và đường bên trong được nhân vào trong tích phân biên độ,
• các trục không gian x và thời gian t không phải lúc nào cũng được vẽ ra, và hướng của mỗi đường bên ngoài tương ứng với sự trôi đi của thời gian.

Lược đồ Feynman minh họa đóng góp nhiễu loạn vào biên độ chuyển tiếp lượng tử từ trạng thái lượng tử ban đầu thành trạng thái lượng tử cuối cùng.
Ví dụ, trong quá trình hủy cặp electron-positron trạng thái ban đầu là một electron và một positron, còn trạng thái cuối cùng là hai photon.
Trạng thái ban đầu thường được vẽ ở bên trái lược đồ và trạng thái cuối cùng nằm ở bên phải (mặc dù những quy ước khác cũng được dùng khá thường xuyên).
Giản đồ Feynman chứa các điểm, mà còn gọi là các đỉnh, và các đường nối với các đỉnh.
Các hạt trong trạng thái ban đầu được thể hiện bằng các đường nằm theo hướng của trạng thái ban đầu (v.d, bên trái), các hạt trong trạng thái cuối cùng được biểu diễn bằng các đường nằm theo hướng của trạng thái cuối cùng (v.d., bên phải).
Trong điện động lực học lượng tử có hai loại hạt: electron/positron (gọi là fermion) và photon (gọi là boson). Chúng được biểu diễn trong sơ đồ Feynman như sau:
1. Electron ở trạng thái ban đầu được biểu diễn bằng đường thẳng liền nét với mũi tên chỉ về phía đỉnh: (→•).
2. Electron ở trạng thái cuối cùng được biểu diễn bằng đường thẳng liền nét với mũi tên chỉ ra khỏi đỉnh về phía phải: (•→).
3. Positron ở trạng thái đầu được biểu diễn bằng đường thẳng liền nét với mũi tên chỉ ra khỏi đỉnh về phía trái: (←•).
4. Positron ở trạng thái cuối cùng được biểu diễn bằng đường thẳng liền nét với mũi tên chỉ về phía đỉnh theo hướng trái: (•←).
5. Photon trong trạng thái đầu và cuối lần lượt được biểu diễn bằng đường lượn sóng tương ứng (~• và •~).

Đối với QED, tại mỗi đỉnh luôn luôn có ba đường nối với nó: một đường cho hạt boson, một đường cho hạt fermion với mũi tên chỉ về đỉnh, và một đường cho hạt fermion với mũi tên chỉ ra khỏi đỉnh.
Các đỉnh với được kết nối bằng một toán tử lan truyền (propagator) boson hoặc fermion. Toán tử lan truyền boson được thể hiện bằng một đường lượn sóng nối giữa hai đỉnh (•~•). Toán tử lan truyền fermion thể hiện bằng một đường thẳng liền nét (với mũi tên chỉ một trong hai hướng) nối giữa hai đỉnh, (•←•) hoặc (•→•).
Số các đỉnh bằng bậc của số hạng trong khai triển chuỗi nhiễu loạn của biên độ chuyển tiếp.

### Ví dụ sự hủy cặp electron-positron
Tương tác hủy electron-positron:
{\displaystyle e^{+}e^{-}\to 2\gamma }

Biểu đồ Feynman về sự hủy cặp Electron-Positron.

có một trong những thể hiện như bằng sơ đồ Feynman bậc hai ở bên cạnh:
Trong trạng thái ban đầu (ở bên dưới; thời điểm sớm) có một electron (e−) và một positron (e+) và trong trạng thái cuối (ở bên trên; thời điểm sau) có hai photon (γ).